# Phaeosphaeria norfolcia
Phaeosphaeria norfolcia är en svampart som först beskrevs av Mordecai Cubitt Cooke, och fick sitt nu gällande namn av Leuchtm. 1984. Phaeosphaeria norfolcia ingår i släktet Phaeosphaeria och familjen Phaeosphaeriaceae.   Inga underarter finns listade i Catalogue of Life.